# Andrzej Starczewski
Andrzej Starczewski (ur. 1956) – polski ginekolog, dr hab. nauk medycznych, profesor nadzwyczajny, kierownik Kliniki Ginekologii, Endokrynologii i Onkologii Ginekologicznej, oraz dziekan Wydziału Nauk o Zdrowiu Pomorskiego Uniwersytetu Medycznego w Szczecinie.

## Życiorys
W 1989 obronił pracę doktorską Reakcja błony śluzowej jajowodów królic po umieszczeniu w ich świetle włókna polietylenowego stosowanego w zespoleniach jajowodów, 20 lutego 2001 habilitował się na podstawie pracy zatytułowanej Wpływ etradiolu i 17-hydroksyprogesteronu na procesy regeneracji ujścia brzusznego jajowodu po jego operacyjnym udrożnieniu. 23 lutego 2011 nadano mu tytuł profesora w zakresie nauk medycznych.
Objął funkcję profesora nadzwyczajnego i kierownika w Klinice Ginekologii, Endokrynologii i Onkologii Ginekologicznej, a także dziekana na Wydziale Nauk o Zdrowiu Pomorskiego Uniwersytetu Medycznego w Szczecinie.